# 2013년 7월 죽음
다음은 2013년 7월에 사망한 저명한 인물 목록이다.
- 7월 1일 - 미국의 음악가 버트 폴먼
- 7월 2일
  - 미국의 발명가 더글러스 엥겔바트
  - 미국의 전쟁 사진가 힐다 클레이턴
- 7월 5일
  - 미국의 사회 심리학자 다니엘 웨그너
  - 미국의 정치인 데이비드 F. 카고
- 7월 7일 - 미국의 배우 조 콘리
- 7월 9일
  - 대한민국의 시인 정소파
  - 러시아의 언론인 아흐메드나비 아흐메드나비예프
  - 일본의 원자력 기술자 요시다 마사오
- 7월 10일 - 대한민국의 프로 골퍼 구옥희
- 7월 12일
  - 미국의 학자, 기업인 아마르 보스
  - 인도의 배우 프란
- 7월 13일 - 캐나다의 배우 코리 몬티스
- 7월 14일
  - 미국의 영화 감독, 배우 데니스 버클리
  - 일본의 지리학자 다카하시 노부오
- 7월 15일
  - 대한민국의 군인, 정치인 김정호
  - 대한민국의 야구인 이장희
- 7월 20일
  - 러시아의 가수 게오르기 구리야노프
  - 미국의 기자 헬렌 토머스
- 7월 22일 - 미국의 배우, 경찰관 데니스 패리나
- 7월 23일
  - 대한민국의 방송·영화 프로듀서 김종학
  - 브라질의 축구인 자우마 산투스
- 7월 24일
  - 대한민국의 기업인 최수부
  - 미국의 배우 도널드 사이밍튼
- 7월 25일 - 프랑스의 배우 베르나데트 라퐁
- 7월 26일
  - 대한민국의 기업인, 남성인권운동가 성재기
  - 미국의 기타리스트, 가수, 작곡가 J. J. 케일
- 7월 27일
  - 미국의 배우 수잔 크룰
  - 일본의 야구인 가쓰라기 다카오
- 7월 28일 - 미국의 배우 아일린 브레넌
- 7월 29일 - 에콰도르의 축구 선수 크리스티안 베니테스
- 7월 30일
  - 미국의 사회학자 로버트 N. 벨라
  - 스페인의 축구인 안토니 라마예츠
- 7월 31일 - 미국의 배우, 성우 마이클 안사라